# 상지여자중학교 (강원)
상지여자중학교(尙志女子中學校)는 대한민국 강원특별자치도 원주시 개운동에 있는 사립 중학교이다.

## 학교 연혁
- 1964년 1월 8일 : 학교법인 성화학원 설립인가 및 성화여자중학교 설립인가
- 1964년 3월 6일 : 성화여자중학교 개교
- 1974년 4월 4일 : 학교법인 성화학원 유상 인수, 설립자 김문기 이사장 취임
- 1982년 8월 18일 : 학교법인 상지문학원으로 명칭변경 및 상지여자중학교로 교명 변경
- 2002년 10월 28일 : 김길남 이사장 취임
- 2017년 9월 1일 : 제12대 김철수 교장 취임
- 2018년 2월 9일 : 제52회 졸업식 157명(15,370명)

## 참고 자료
- 상지여자중학교 - 한국교육학술정보원 학교알리미